# Antoine Marie Paccard
Antoine Marie Paccard, nacido el 10 de abril de 1748 en Chalon-sur-Saône (Saône-et-Loire) donde murió el 9 de mayo de 1826, fue un político francés.

## Biografía
Abogado, fue diputado del tercer estado en 1789 por la alguacilazgo de Chalon-sur-Saône, sentado con los moderados. Es signatario del Juramento Jeu de Paume. Consejero General de 1804 a 1826, fue ennoblecido por Luis XVIII y nombrado vicepresidente de la corte de Chalon-sur-Saône en 1816. Fue diputado por Saône-et-Loire de 1816 a 1820, sentado en la oposición.
Uno de sus hijos, Claude Alfred Paccard (1819-1871), fue alcalde de Chalon-sur-Saône de 1852 a 1861 y de 1863 a 1870.